# NGC 2199
NGC 2199 é uma galáxia espiral (Sa) localizada na direcção da constelação de Mensa. Possui uma declinação de -73° 24' 00" e uma ascensão recta de 6 horas, 04 minutos e 44,9 segundos.
A galáxia NGC 2199 foi descoberta em 8 de Fevereiro de 1836 por John Herschel.